# Магдыч, Степан Владимирович
Степан Владимирович Магдыч (укр. Степан Володимирович Магдич; 6 февраля 1930 года — 10 декабря 2021 года) — комбайнёр колхоза «Россия» Липовецкого района Винницкой области, Украинская ССР. Герой Социалистического Труда (1976).
Родился 6 февраля 1930 г. в с. Вахновка Липовецкого района. До войны окончил два класса Вахневской семилетней школы.
После войны окончил 7-летку и работал пастухом в местном колхозе. По оргнабору окончил ФЗУ и 16-летним подростком работал на шахте в Макеевке. После того, как получил производственную травму (угольной глыбой придавило ногу), вернулся домой. С 1947 года — кучер председателя колхоза имени Ворошилова Липовецкого района.
После окончания курсов механизации Вахновской МТС (1949—1950) работал там же трактористом и комбайнёром. С осени 1952 до начала 1956 года — в армии, служил в Подмосковье на возводении пусковых шахтных установок для противоракетной обороны. Затем вернулся в родное село. Работал механзатором в Вахновской МТС, а после её роспуска (1958) — в колхоза имени Ворошилова Липовецкого района (с 1961 г. колхоз «Россия»).
В 1966 году участвовал во Всесоюзной выставке ВДНХ.
Указом Президиума Верховного Совета СССР от 24 декабря 1976 года удостоен звания Героя Социалистического Труда «за выдающиеся успехи, достигнутые во Всесоюзном социалистическом соревновании, проявленную трудовую доблесть в выполнении планов и социалистических обязательств по увеличению производства и продажи государству зерна и других сельскохозяйственных продуктов в 1976 году» с вручением ордена Ленина и золотой медали «Серп и Молот».
Также награждён орденами Трудового Красного Знамени и «Знак Почёта».